# 曲出
曲出（?—?），又作古出，蔑儿乞氏，是成吉思汗母亲诃额仑的四位养子之一。蒙古第17位开国功臣（千户）。
铁木真讨伐蔑儿乞时，捡到了五岁的曲出，于是按照蒙古人的习俗将其视为家人，交给母亲诃额仑作养子。诃额仑的四位养子：忽都忽、博尔忽、曲出、阔阔出。成吉思汗即位，分太后诃额仑及皇弟斡赤斤处一万户，委付四人，曲出居其一。后从铁木真伐金国，战于居庸关北口。曲出与拖雷横冲其阵，大败金将亦列等，被铁木真厚赏。

## 延伸阅读
[在维基数据编辑]
 《新元史/卷126》，出自柯劭忞《新元史》